# Stazione di Prima Porta
La stazione di Prima Porta è una stazione ferroviaria della ferrovia Roma-Civita Castellana-Viterbo. Si trova a Roma, nella zona di Prima Porta di Roma, al di fuori del Grande Raccordo Anulare (GRA).
Dal 1º luglio 2022 è gestita da ASTRAL.

## Storia
La stazione venne attivata il 28 ottobre 1932 come parte della tratta da Roma a Civita Castellana.
Il fabbricato in muratura della stazione originaria, ancora esistente, è in stile razionalista e disposto su tre livelli. Le banchine erano entrambe dotate di pensilina in cemento armato. 
Nel 2011 iniziò la costruzione della nuova stazione che avrebbe sostituito la precedente, posizionata pochi metri più a sud, dotata di una copertura a tunnel in acciaio sui binari e con nuove banchine rialzate. Il nuovo fabbricato, costruito nelle adiacenze del precedente, è inoltre dotato di spazi commerciali e locali tecnici. 
Nel 2014 ne fu aperta solo una parte, ovvero un tratto delle banchine rialzate per l'ingresso ai vagoni a filo marciapiede.
I lavori, che ebbero un costo di 7,5 milioni di euro, procedettero a rilento tra ritardi, contenziosi e vari collaudi e la stazione, ormai ultimata, rimase chiusa e soggetta ad atti di vandalismo. 
L'inaugurazione definitiva della nuova stazione, ultima da completare sulla tratta urbana, è avvenuta il 18 giugno 2017.

## Movimento
La stazione è servita dai collegamenti ferroviari svolti da Cotral nell'ambito del contratto di servizio con la regione Lazio.
Fin dalla sua apertura, la stazione era servita sia dai treni extraurbani che da quelli urbani; con il nuovo orario entrato in vigore il 14 settembre 2015 è divenuta una fermata (obbligatoria) esclusivamente per i treni urbani, mentre quelli extraurbani vi transitano senza fermarsi.

## Servizi
- Biglietteria automatica

## Interscambi
- Fermata autobus